# Viñales
Viñales là một thị xã ở bắc trung bộ tỉnh Pinar del Río của Cuba.
Thị xã này chủ yếu có các căn nhà gỗ một tầng. Địa hình chủ yếu các dãy núi thấp của Cordillera de Guaniguanico như Sierra de los Órganos, có nhiều khu vực carxtơ. Kinh tế chủ yếu là nông nghiệp với các sản phẩm như: trái cây, rau, cà phê, thuốc lá. Ngư nghiệp cũng có vai trò quan trọng.
Du lịch chủ yếu tập trung ở Thung lũng Viñales, một di sản thế giới đước UNESCO công nhận tháng 11 năm 1999. 
Ngoài ra, ở khu vực này còn có các phong cảnh hang động gần đó (Cueva del Indio, Cueva de José Miguel, Cueva de Santo Tomás) ở Vườn quốc gia Valle de Viñales. which were refuges for runaway slaves.
Trước khi có người châu Âu định cư, khu vực này đã có dân Taíno sinh sống.
Khu vực này bị những người trồng thuốc lá từ quần đảo Canary đến chiếm làm thuộc địa đầu thập niên 1800.
Khu định cư đầu tiên ở Viñales được ghi chép vào năm 1871. Thị xã được lập vào năm 1878.

## Thông tin nhân khẩu
Năm 2004, đô thị Viñales có dân số 27.129 người, tốc độ tăng 0,69%/năm. Diện tích là 704 km² (271,8 mi²), với mật độ dân số là 38,5người/km² (99,7người/sq mi).